# Binaghia humerosticta
 Binaghia humerosticta es una especie de coleóptero de la familia Mordellidae.

## Distribución geográfica
Habita en Bioko.